# Piet van der Pas
Piet van der Pas (Delft, 27 november 1953) is een Nederlands acteur en regisseur. 
Van der Pas volgde zijn opleiding op de Academie voor Podiumvorming in Den Haag. Van Rob van Reijn leerde hij pantomime. Van der Pas leerde van Van Reijn ook alles van mise-en-scène en de impact van het bewegen. 
Van der Pas speelde van 2003-2016 de rol van Profpiet in de Jetix-serie De Club van Sinterklaas.
Het meest bekend is hij van zijn jarenlange verschijning in theaterproducties en zijn optredens op De Parade en zijn regies in Nederland en Duitsland.
Naast acteren spreekt Van der Pas ook boeken in. Zo is hij 'de stem' van de boeken van Dan Brown, zoals De Da Vinci Code, Het Bernini Mysterie en Het Juvenalis Dilemma. Het Prins Bernhard Cultuurfonds gebruikt de stem van Van der Pas in onder meer commercials.

## Filmografie
- Nachtvlinder (1999)
- De Club van Sinterklaas (2003-2009) - Profpiet
- De Club van Sinterklaas (2006)- Directeur van Kunstacademie
- Pieten Nieuws (2008) - Profpiet
- De Club van Sinterklaas & Het Geheim van de Speelgoeddokter (2012) - Profpiet
- De Club van Sinterklaas & De Pietenschool (2013) - Profpiet
- De Club van Sinterklaas & Het Pratende Paard (2014) - Profpiet
- De Club van Sinterklaas & De Verdwenen Schoentjes (2015) - Profpiet
- De Club van Sinterklaas & Geblaf op de Pakjesboot (2016) - Profpiet
- Pietentube (2019-2023) - Profpiet
- De Club van Sinterklaas & Het Grote Pietenfeest (2020) - Profpiet
- De Club van Sinterklaas & Het Pietendiploma (2021) - Profpiet
- De Club van Sinterklaas & Geheimen van de Sint (2022) - Profpiet
- De Club Van Sinterklaas & De Wens Fabriek (2024) - Profpiet

## Theater
- Momenten van Geluk
- Romeo en Julia (2000)
- Orfeus + Euridice
- Het Feest Van Sinterklaas (2003-2008) - Profpiet
- Colores (La Historia de Los Colores) (2005, 2006)
- De Club Van Sinterklaas Feest (2009-2011) - Profpiet
- De Club Van Sinterklaas Theatertour (2012-2014) - Profpiet
- De club van Sinterklaas – 20 jaar (2019) - Profpiet

## Luisterboeken
- De Kronieken van Narnia: Het paard en de jongen